# Daina (Letònia)

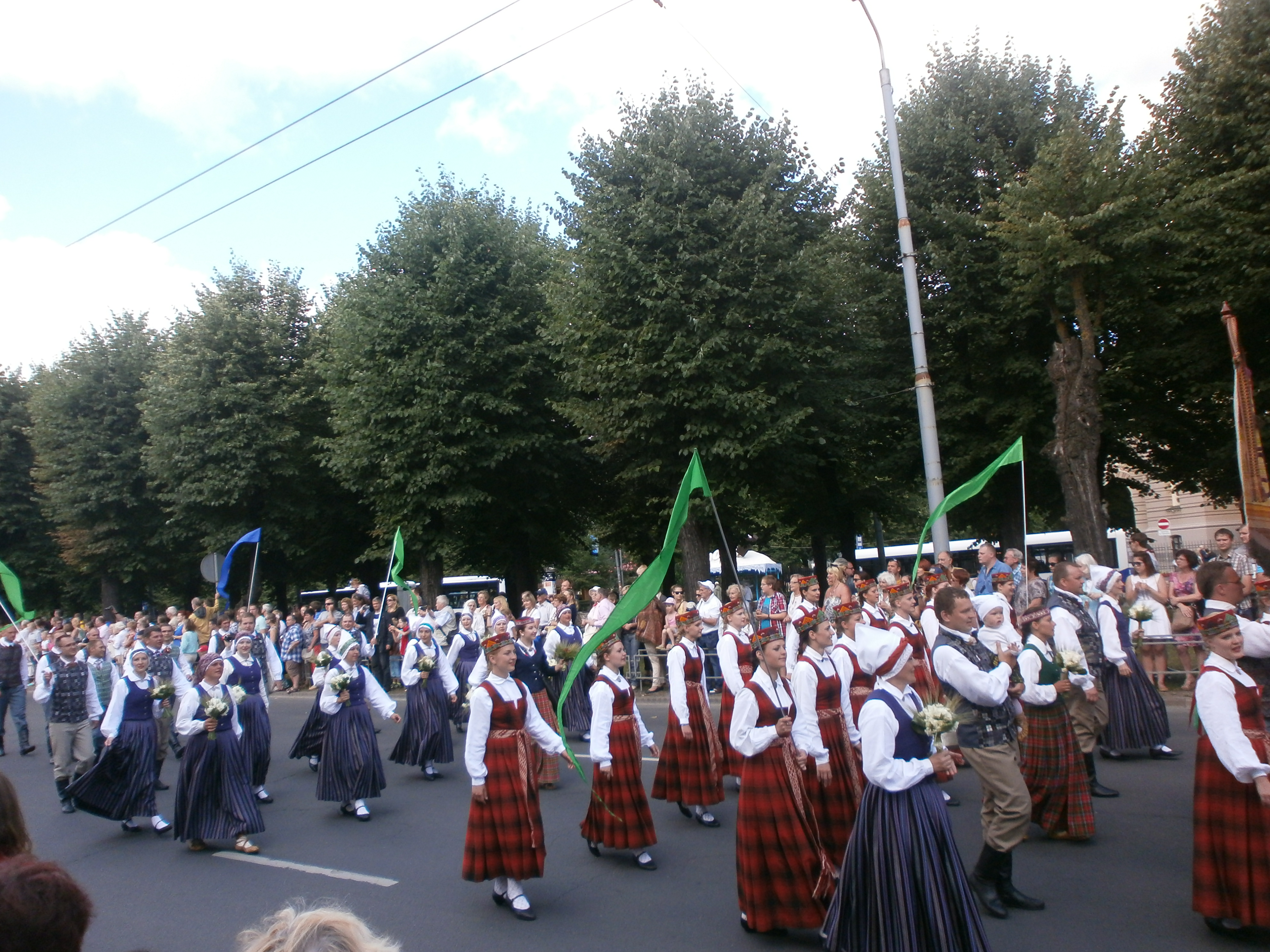
Festival de Cançó i Dansa a Riga (2013).

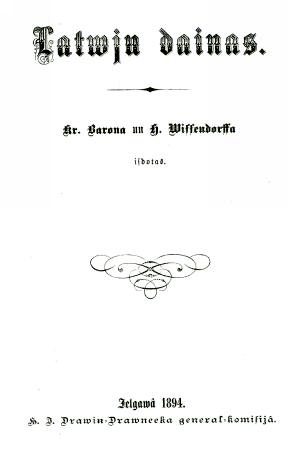
Portada de la primera edició de Latvju dainas per Krišjānis Barons i H. Visendorffs (1894)

La Daina és una cançó tradicional de Letònia de vegades presentada com una forma d'art literàri. Les dainas es consideren el vector de la cultura letona a través de segles de servitud i ocupació. Els seus temes són variats i van des de la mitologia letona a l'agricultura. La persona que recita les dainas s'anomena teicējs. A Letònia, es canten tradicionalment durant qualsevol festa popular com el Festival Nacional de Cançó i Dansa letona, o a la celebració del solstici d'estiu Līgo svētki.

## Primeres col·leccions
El 1632 el professor Frīdrihs Mēnijs de la Universitat de Tartu va publicar en Syntagma de origine Livonorum la primera cançó popular en letó amb totes les seves notes, la majoria de les dainas consten de quatre línies i rarament de fins a sis línies de poesia:
| «                                                    | Mane balte mamelit, Dod man viene kakenit, Man pelite piejukus Pie ta sviesta bundelin'. | » |
| — Syntagma de origine Livonorum. Dorpat, 1632. S.45. |                                                                                          |   |

Johann Gottfried von Herder (1744-1803), a l'època que va estar de mestre en l'escola de la catedral de Riga va ser el primer estudiós d'interessar-se en les dainas entre 1764 i 1769 després d'haver estudiat les traduccions d'aquesta cançó popular a les edicions alemanyes de Gelehrte Beiträge. Ell pròpiament va escriure dos volums: Volkslieder (Munic: G.Müller 1778) i Stimmen der Völker Liedern (ADS Hade, Hendel, 1807), que es va editar després de la seva mort. Herder també va ser el primer d'utilitzar el terme Volkslieder («cançó popular») en la filosofia del llenguatge alemany.

## Seglexix
Les dainas letones s'han escrit durant el segle xix, sota la direcció de l'escriptor i folklorista Krišjānis Barons. Aquesta iniciativa va coincidir amb el període del despertar de la identitat i el sentiment nacional de Letònia. Col·leccions petites, complementades per altres nombroses contribucions es van recollir aconseguint unes 218.000 lletres de cançons, classificades en vuit gruixuts volums (1894 -1915). El treball de Barons va ser recolzat pel mecenes i apassionat de la cultura letona Henrijs Visendorffs que residia a Sant Petersburg (1861-1916), el nom del qual també apareix a la portada de la primera edició de les dainas. Sembla que va ser ell qui va proposar a Barons escollir el nom Latvju dainas per designar aquestes obres.
Les cançons publicades corresponen als documents originals, enviats a Barons per cantants i aficionats. Constitueixen un fons de més de 350.000 fulls de paper de 3 x 11 cm. escrits a mà, amb anotacions i notes per a l'edició de Barons. Tots ells es guarden en un moble especialment construït el 1880, amb 70 calaixos nomenat Dainų skapis en letó. Aquest moble està emmagatzemat des de 1950 als Arxius de Folklore Letó de Riga (Latviešu Folkloras krātuve). El moble de treball, ara s'ha convertit en una icona cultural i ha estat classificat amb data 4 de setembre de 2001 a la Memòria del Món de la UNESCO.